# دومينغو فيرنانديز
دومينغو فيرنانديز هو راكب الكنو برتغالي، ولد في 29 فبراير 1968.

## وصلات خارجية
- دومينغو فيرنانديز على موقع أوليمبيديا (الإنجليزية)